# Hot Space
Hot Space – album brytyjskiej grupy Queen, wydany w 1982. Znacznie różni się stylistycznie od dotychczasowej muzyki Queen, nosi ślady wpływu gatunków disco oraz funk. Spotkało się to z krytyką niektórych fanów, mimo że mieszanie różnych stylów muzycznych było zawsze typowe dla zespołu. Singel "Under Pressure", nagrany wspólnie z Davidem Bowie zdobył jednak pierwsze miejsce w Wielkiej Brytanii, co wcześniej udało się tylko jednemu utworowi Queen – Bohemian Rhapsody.
Album był promowany podczas trasy Hot Space Tour. 8 lipca 2009 wydawnictwo uzyskało status platynowej płyty w Polsce.

## Lista utworów
1. "Staying Power" (Mercury) – 4:10
2. "Dancer" (May) – 3:46
3. "Back Chat" (Deacon) – 4:31
4. "Body Language" (Mercury) – 4:29
5. "Action This Day" (Taylor) – 3:32
6. "Put Out the Fire" (May) – 3:18
7. "Life Is Real (Song For Lennon)" (Mercury) – 3:28
8. "Calling All Girls" (Taylor) – 3:50
9. "Las Palabras de Amor (The Words of Love)" (May) – 4:26
10. "Cool Cat" (Deacon & Mercury) – 3:26
11. "Under Pressure" (Queen & David Bowie) – 4:02

Na wersji albumu wydanej przez Hollywood Records (USA/Kanada) umieszczono utwór dodatkowy:
1. „Body Language” (1991 Bonus Remix by Susan Rogers) (Mercury) – 4:45

## Twórcy
- Freddie Mercury – wokal, fortepian, syntezatory
- Brian May – gitary, programowanie, syntezatory, wokal
- John Deacon – gitara basowa, gitara, syntezatory
- Roger Taylor – perkusja, programowanie, wokal, gitara w „Calling All Girls”, syntezatory

### Współpraca
- Reinhold Mack: klawisze (programowanie) („Action This Day”)
- David Bowie: wokal w „Under Pressure”
- Arif Mardin: programowanie, aranżacja i produkcja („Staying Power”)